# Opération Cockpit
Théâtre d'Asie du Sud-Est de la Seconde Guerre mondiale
Batailles
- Opération Cockpit
- Opération Transom
- Opération Matterhorn (Pelembang - Kuala Lumpur)
- Bombardements de Bangkok (1942-45)
- Bombardements de Singapour (1944-45)
- Opération Crimson
- Opération Banquet (Padang)
- Opération Light
- Opération Millet
- Opération Outflank (Robson - Lentil - Meridian)
- Opération Sunfish
- Opération Bishop
- Opération Balsam
- Opération Collie
- Opération Livery

Japon :
- Raid de Doolittle
- Bombardements stratégiques sur le Japon (Tokyo
- Yokosuka
- Kure
- Hiroshima et Nagasaki)
- Raids aériens japonais des îles Mariannes
- Campagne des archipels Ogasawara et Ryūkyū
- Opération Famine
- Bombardements navals alliés sur le Japon
- Baie de Sagami
- Invasion de Sakhaline
- Invasion des îles Kouriles
- Opération Downfall
- Reddition du Japon

Pacifique central :
- Pearl Harbor
- Guam (1941)
- Wake
- Raid sur les îles Gilbert et Marshall
- Opération K
- Midway
- Opération RY
- Campagne des îles Gilbert et Marshall
- Campagne des îles Mariannes et Palaos
- Campagne des archipels Ogasawara et Ryūkyū
- Opération Inmate

Pacifique du sud-ouest :
- Nauru
- Invasion des Philippines (1941-42)
- Invasion des Indes orientales néerlandaises
- Opérations de l'Axe dans les eaux australiennes
- Raids aériens japonais sur l'Australie (1942-43)
- Opération Ke
- Campagne des îles Salomon
- Campagne de Nouvelle-Guinée
- Campagne des Philippines
- Campagne de Bornéo (1945)

Asie du sud-est :
- Invasion de l'Indochine (1940)
- Océan Indien (1940-45)
- Guerre franco-thaïlandaise
- Invasion de la Thaïlande
- Campagne de Malaisie
- Hong Kong
- Singapour
- Campagne de Birmanie
- Opération Kita
- Indochine (1945)
- Détroit de Malacca
- Opération Jurist
- Opération Tiderace
- Opération Zipper
- Bombardements stratégiques (1944-45)

Guerre sino-japonaise
Front d'Europe de l’Ouest
Front d'Europe de l’Est
Bataille de l'Atlantique
Campagnes d'Afrique, du Moyen-Orient et de Méditerranée
Théâtre américain
L'opération Cockpit était le nom de code d'un bombardement effectué par les forces navales alliées (Force 69 et Force 70) ciblant les installations portuaires et pétrolières japonaises sur l'île de Sabang (au large de la pointe nord de Sumatra) le 19 avril 1944, sur le théâtre d'Asie du Sud-Est de la guerre du Pacifique.

## Contexte
L'opération Cockpit, auquel participent les forces navales américaines, britanniques, australiennes, néo-zélandaises, néerlandaises et françaises, a été élaboré à la demande des États-Unis afin de servir de diversion pour l'opération Reckless. Le commandant britannique James Somerville choisit d'attaquer Sabang à cause de son emplacement stratégique à l'entrée du détroit de Malacca. D'autre part, les Japonais avaient construit sur l'île un certain nombre d'installations stratégiques telles que les stations radar, des ports et des aérodromes. À ce moment-là, les forces japonaises en Birmanie étaient sous pression et souffraient de graves problèmes d'approvisionnement: le raid avait pour objectif d'exacerber ces problèmes et d'aider ainsi la 14e armée britannique. Ce raid a été l'occasion pour les équipages de la Royal Navy et du Fleet Air Arm de travailler en collaboration avec les forces américaines afin d'apprendre les procédures nécessaires en vue d'un déploiement ultérieur de la British Pacific Fleet.
Cette action fut rendue possible grâce à l'augmentation substantielle des forces de destroyers nécessaire pour escorter les navires de la Task Force.

## Le raid
Le raid a été lancé à 05 h 30 le 19 avril. La force de frappe était constituée de 17 bombardiers Fairey Barracuda et de 13 chasseurs Vought Corsair du HMS Illustrious, et de 29 bombardiers Douglas SBD Dauntless et Grumman TBF Avenger et de 24 chasseurs Grumman F6F Hellcat de l'USS Saratoga. L'ennemi pris par surprise, les forces alliés ne rencontrèrent aucune résistance. Ils bombardèrent le port de Sabang et l'aérodrome voisin de Lhoknga (en). Ils frappèrent deux petits navires marchands, en coulant un et en forçant l'autre à s'échouer, et mirent deux destroyers et un navire d'escorte en feu. Vingt-quatre avions japonais ont été détruits sur l'aérodrome tandis qu'une bombe de 1 000 livres toucha de plein fouet un gros réservoir de pétrole,. La centrale, les casernes et la station sans fil ont été gravement endommagées. Le sous-marin HMS Tactician signala d'importants incendies dans le chantier naval qui seront maîtrisés plusieurs heures après le départ de la flotte. Trois bombardiers-torpilleurs japonais ont attaqué la force de frappe, avant d'être détruits par la patrouille aérienne de combat.
Douze avions américains ont été touchés par des tirs antiaériens ; seul un ne parviendra pas à revenir sur le Saratoga. Il s'agit d'un Hellcat s'étant écrasé en mer ; le pilote sera secouru peu après par le Tactician sous le feu des batteries côtières.

## Conséquences
L'attaque surprise a provoqué de lourdes pertes en hommes et en matériel - Somerville déclara que les Japonais « avaient été attrapés avec leurs kimonos en place ». La destruction des installations pétrolières et de la navigation contribua à l’arrêt des offensives japonaises sur Arakan. Un autre raid suivra cette fois-ci sur Surabaya, à Java, en mai 1944, appelé opération Transom.

## Ordre de bataille allié
Force 69 :
- Cuirassés HMS Queen Elizabeth (navire amiral de l'amiral James Somerville, commandant en chef de l'Eastern Fleet), HMS Valiant et le cuirassé français Richelieu
- Croiseurs HMS Newcastle (navire amiral du contre-amiral A. D. Reid, commandant du 4e escadron de croiseurs), HMS Nigeria, HMS Ceylon, HMNZS Gambia et HNLMS Tromp
- Destroyers HMS Rotherham, Racehorse, Penn, Petard, HMAS Quiberon, Napier, Nepal, Nizam et HNLMS Van Galen

Force 70 :
- Croiseur de bataille HMS Renown (navire amiral du vice-amiral A. J. Power, commandant en second de l'Eastern Fleet)
- Porte-avions HMS Illustrious (navire amiral du contre-amiral Clement Moody (en), commandant des porte-avions) et USS Saratoga
- Croiseur HMS London
- Destroyers HMS Quilliam, Queenborough, Quadrant, USS Dunlap, Cummings et Fanning